# 天主教佳木斯宗座监牧区
天主教佳木斯宗座監牧區（拉丁語：Apostolica Praefectura Khiamuszeensis；中國官方稱為：佳木斯教區）是天主教在中国東北黑龙江省東北部設立的一個宗座監牧區，直屬聖座。

## 概況
1940年4月9日，佳木斯自治傳教區升格為佳木斯宗座監牧區，直屬聖座。教座位於黑龍江省佳木斯市。現時，宗座監牧區處於教座出缺狀態。

## 歷史
1920年3月19日，聖座將合江省依蘭道從北滿宗座代牧區劃歸日治朝鮮元山宗座代牧區管轄。1928年7月9日，聖座從元山宗座代牧區分設成立依蘭自治傳教區，委託給本篤會德國會士管理，教座設於合江省富錦縣。其後，自治傳教區的教務改由魁北克外方傳教會負責管理。
1931年日本關東軍佔領合江省，且將當地劃歸滿洲國管轄，但仍准許外籍神父繼續在當地傳教及服務。1933年，自治傳教區再改交由方濟嘉布遣會的奧地利會士負責管轄，並在1934年3月17日任命阿達拉爾·埃伯哈特神父為傳教區神長。1937年4月13日，聖座將自治傳教區教座遷往合江省省會佳木斯，並以教座所在地改稱為佳木斯自治傳教區。1940年4月9日，聖座把佳木斯自治傳教區升格為佳木斯宗座監牧區，興光啟神父出任宗座監牧。
1945年8月15日日本昭和天皇宣佈投降，中國共產黨中央東北局在蘇聯的協助下，率先從滿洲國接收佳木斯。其後，奧地利籍宗座監牧興光啟神父與其他外籍傳教士先後被捕，並被中國共產黨驅逐出境，而需要由中國本地神父繼續管理宗座監牧區內的教務。
1949年，佳木斯宗座監牧區有10名神父，約3,200位信徒。同年10月1日，中國共產黨在中國大陸地區建立中華人民共和國，並開始針對天主教進行宗教迫害及打壓，教會已經無法正常運作。
1959年7月4日，由中國政府控制的組織中國天主教友愛國會未經聖座准許，擅自將黑龍江省境內的哈爾濱宗座署理區、俄羅斯禮哈爾濱宗座代牧區、齊齊哈爾宗座監牧區、佳木斯宗座監牧區和部分的吉林教區及延吉教區合併成為哈爾濱教區。
1966年至1979年文化大革命期間，宗座監牧區的所有宗教活動停止。1980年代初，宗座監牧區逐步恢復宗教活動。1983年，愛國會擅自成立的哈爾濱教區更名為黑龍江教區。同年，時任教宗若望保祿二世准許興光啟神父辭退佳木斯宗座監牧，宗座監牧區自始一直處於教座出缺狀態。

## 歷任主教

### 依蘭傳教區神長
- 阿達拉爾·埃伯哈特神父, O.F.M. Cap.（1934年3月17日-1937年4月13日）：奧地利籍[4]

### 佳木斯傳教區神長
- 阿達拉爾·埃伯哈特神父, O.F.M. Cap.（1937年4月13日-1940年4月9日）：奧地利籍

### 佳木斯宗座監牧
- 興光啟神父, O.F.M. Cap.（1940年4月18日-1983年）：奧地利籍[5]
- 教座出缺（1983年-現在）